# Велосипед з вальним приводом

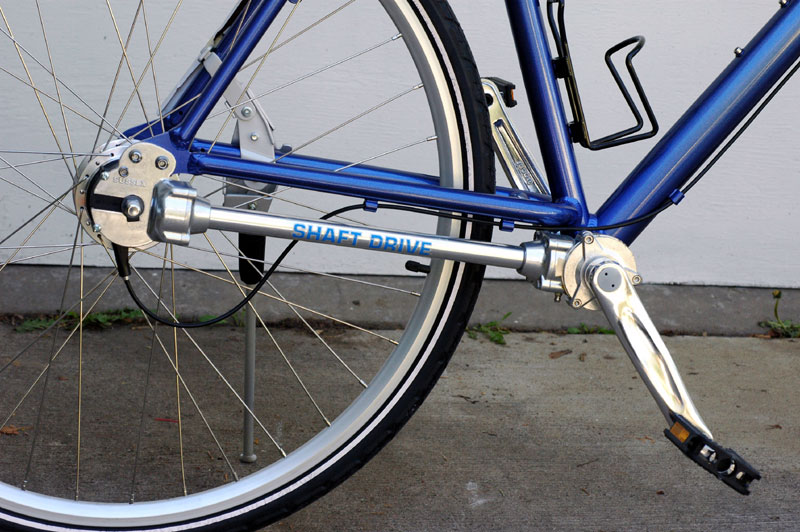
Велосипед Dynamic «Runabout» з вальним приводом компанії Sussex

Велосипед з вальним приводом — велосипед, в якому замість ланцюгової передачі для обертання коліс за допомогою педалей використовується приводний вал із зубчастою передачею.
Вальний велосипедний привод був запатентований наприкінці XIX століття, але не отримав широкого поширення внаслідок складної технології виробництва й неможливості зміни передатного відношення трансмісії. Вже в першому десятилітті XXI століття розвиток технологій дозволив зрівняти передатні відношення ланцюгових приводів і редукторів усередині втулки, що призвело до появи на ринку невеликої кількості серійних велосипедів з вальними приводами.

## Етимологія

Зубчаста гіпоїдна передача

Велосипед (фр. velocipede, від лат. velox, род. відм. velocis — «швидкий» і pes, род. відм. pedis — «нога») — машина, яку рухає людина за допомогою ножних педалей і ланцюгової передачі. «Вальний привод велосипеда» означає, що замість звичних ланцюгів-зірочок зусилля від обертання педалей передається за допомогою вала — особливої металевої трубки з карданною передачею. Така конструкція не має гнучких частин.

## Історія

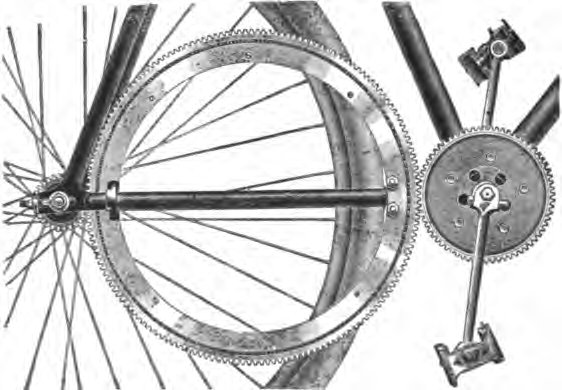
Привод Хілдіка, не зовсім вдала альтернатива ланцюгу, 1898 р.

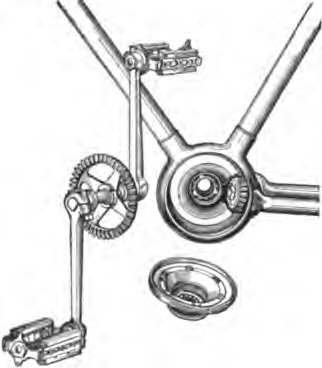
Ескіз вального велосипедного привода з конічними шестернями, 1898 р.

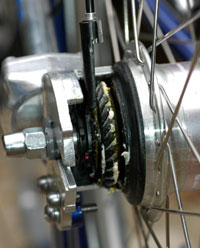
Задня конічна шестерня.

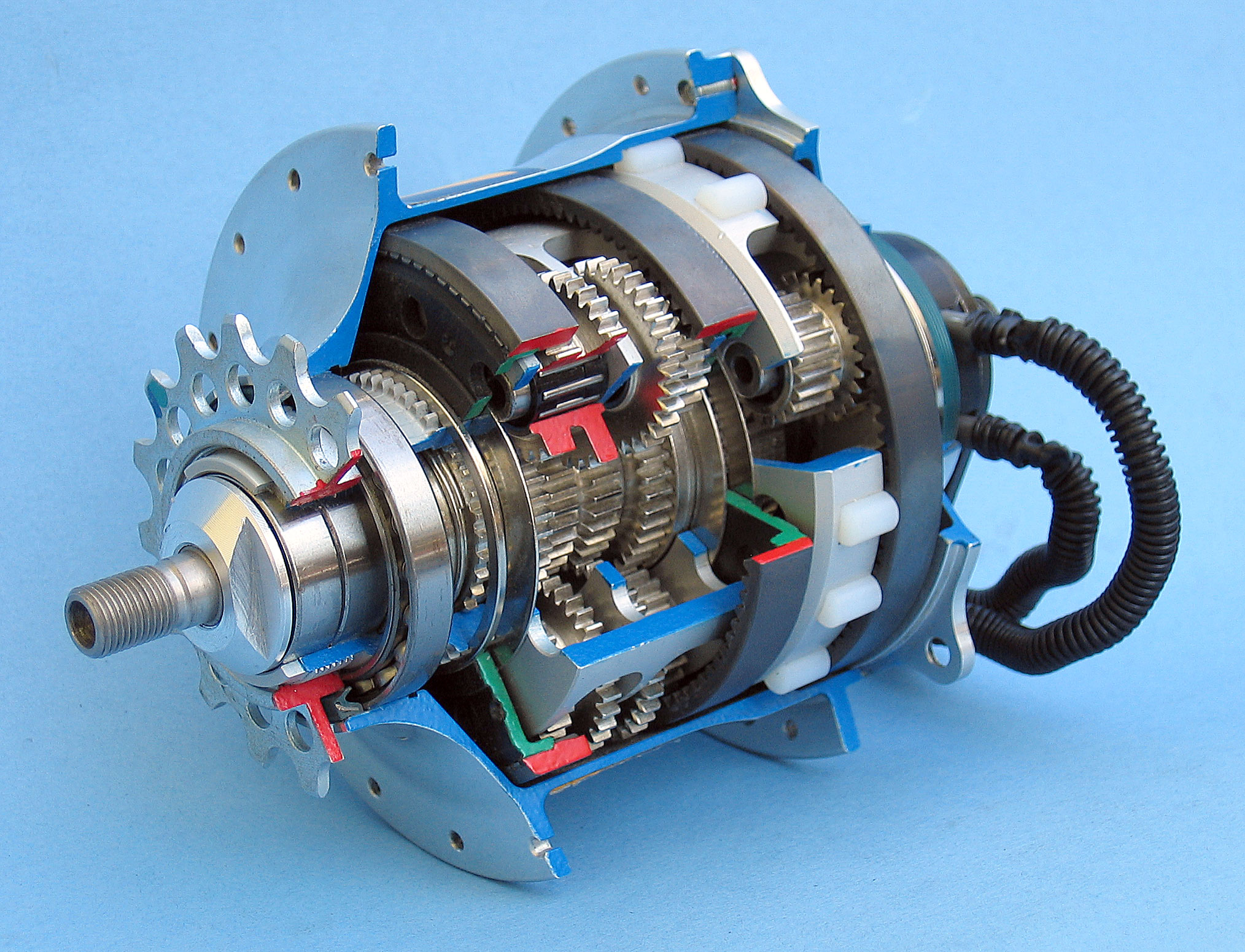
Rohloff-планетарний механізм перемикання передач, вбудований у задню втулку.

Історія створення велосипедів з вальним приводом починається наприкінці XIX століття. Перші вальні приводи для велосипедів було винайдено 1890 року незалежно у США і Великій Британії. Англієць А. Фернхед і американець Вальтер Стіллман створили велосипеди, в яких крутний момент передавався не через ланцюг, а за допомогою іншого механізму. Винахідники запатентували свої винаходи. Проте велосипеди були складні у виробництві і не мали перемикання швидкостей, а тому швидко вийшли з моди. Якщо ж вал ламався, то самостійно відремонтувати було накладно. Не кожен міг замінити покришку чи камеру на задньому колесі. А в XXI столітті нові технології дозволили удосконалити конструкцію велосипедів з карданним приводом.

## Особливості будови велосипедів з вальним приводом
Приводний вал сполучено зі вбудованим у задню втулку редуктором, що забезпечує можливість перемикання передач.

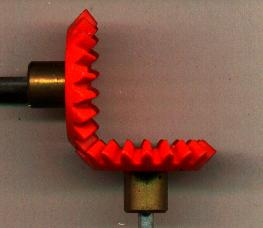
Конічна зубчаста передача

## Переваги
1. Під час їзди не потрібно стежити за станом ланцюга.
2. Менша кількість рухомих елементів зміцнює конструкцію і додає їй надійності.
3. Немає необхідності в постійному техогляді, адже всі важливі елементи передачі заховані від зовнішнього середовища.
4. Велосипеди з вальним приводом довговічні.
5. Відсутня загроза забруднення одягу мастилом ланцюга.

## Недоліки
1. Велосипеди з таким приводом дорожчі.
2. Вага велосипеда збільшується на 1..3 кг.
3. Передача чутлива до зазорів, тому ремонт має виконувати спеціалізовані сервіси, які можуть забезпечити чітке розташування зубчатих коліс передачі.
4. Регулювання передатного числа можливе тільки через механічну систему.

## Затребуваність
Велосипеди з вальним приводом підходять для міських прогулянок, оскільки не потребують багато зусиль на пересування. Карданний вал прийнятний велосипедистам, які уникають екстремальних стилів їзди, а просто використовують велосипед для прогулянок і поїздок на роботу. Такі велосипеди мають надійну конструкцію.

## Фірми
З'явилися виробники виробників таких байків: Dynamic Bicycles, Alpine, Mifa. На сьогодні є три найбільші виробники вбудованих (внутрішніх) редукторів, які можна використовувати з вальним приводом: Shimano, SRAM і Sturmey-Archer.